# Piero Tosi
Piero Tosi (Sesto Fiorentino, 10 de abril de 1927 — Roma, 10 de agosto de 2019) foi um figurinista italiano.